# Букин, Танаткан Ахметович
Танатка́н Ахме́тович Бу́кин (род. 15 января 1967, Куртамышский район, Курганская область) — российский сидячий волейболист, игрок екатеринбургского клуба «Родник» и российской национальной сборной. Бронзовый призёр летних Паралимпийских игр 2008 года в Пекине, призёр Кубка европейских чемпионов, Кубка мира, чемпионата Европы среди спортсменов с поражением опорно-двигательного аппарата, заслуженный мастер спорта России (2009), заслуженный тренер России (2022). Работал тренером-преподавателем МАОУ ДО СДЮСШОР «Уралочка» по волейболу (г. Екатеринбург). Участник Афганской войны, ефрейтор.

## Биография
Танаткан Ахметович Букин родился 15 января 1967 года на хуторе Круглый <какого?>[уточнить] сельсовета Куртамышского района Курганской области, ныне хутор не существует, его территория входит в Куртамышский муниципальный округ Курганской области. В семье чабана Ахмета Сабуровича Букина росли семеро детей — четыре сына и три дочери. Казах. 
Окончил начальную школу в селе Камаган Камаганского сельсовета Куртамышского района. Затем семья переехала в село Боровлянка Боровлянского сельсовета Притобольного района Курганской области.
С 1982 по 1986 год выступал за ДСО «Локомотив» и «Урожай» в Курганской области по многим видам спорта, выполнил следующие нормативы: по дзюдо — кандидат в мастера спорта; по легкой атлетике, лыжным гонкам, самбо — I взрослые разряды, выступал в молодежной сборной Курганской области по летнему многоборью, лыжным гонкам и биатлону.
Учился на ветеринарном отделении Курганского сельскохозяйственного техникума. Во время учебы в техникуме работал сперва кочегаром, затем тренером в секций дзюдо ДСО «Локомотив» в техникуме.
Призван в Советскую Армию в апреле 1986 года. Прошёл подготовку в «учебке» Кушкинского отдельного разведбата. Со 2 августа 1986 года участвовал в Афганской войне, служил пулемётчиком, затем ротным санинструктором 180-го мотострелкового полка 108-й мотострелковой дивизии 40-й общевойсковой армии. В ноябре 1987 года, во время операции «Магистраль» в районе города Гардеза провинции Пактия Демократической Республики Афганистан ефрейтор Букин пострадал в результате взрыва мины, когда пытался защитить своего ротного командира. Первым взрывом оторвало ступню левой ноги, но Букин оказывал помощь другим раненым; вторым взрывом оторвало часть левой ноги, примерно до голени. Награждён медалью «За отвагу» (1987), орденом Красной Звезды (1988). Лечился в Гардезе, в самый канун 1988 года перевезён в ташкентский госпиталь, затем лечился в 354-м окружном военном госпитале в Свердловске. Инвалид второй группы.
В период 1988—1993 годов учился в Свердловском юридическом институте (ныне Уральский государственный юридический университет), окончил судебно-прокурорский факультет, затем работал по юридической специальности, с марта 1993 года в товариществе с ограниченной ответственностью «КиН» с декабря 1993 года директор ТОО «Аякс», начиная с мая 1997 года занимался предпринимательской деятельностью, был зарегистрирован как индивидуальный предприниматель.
В 1999 году начал играть в волейбол сидя и стал одним из первых игроков мужской волейбольной команды «Родник», созданной при одноимённом клубе инвалидов Свердловской области. Команду возглавил заслуженный тренер Виктор Семёнович Дьяков, вскоре свердловские волейболисты начали показывать хорошие результаты, в частности на чемпионате России 2000 года получили бронзовые медали, тогда как в 2001 году были уже чемпионами. В течение последующих лет «Родник» являлся безоговорочным лидером всероссийских первенств, и на его основе была сформирована мужская российская национальная сборная.
С 2001 по 2018[уточнить] год Букин работал волейбольным спортсменом-инструктором в Специализированной детско-юношеской спортивной школе олимпийского резерва «Уралочка», совмещал спортивную карьеру с должностью тренера-преподавателя в областном клубе инвалидов. В 2004 году стал лауреатом национальной спортивной премии «Слава» в номинации «Преодоление».
В составе сборной России регулярно принимал участие в Кубке европейских чемпионов по волейболу сидя. Если в 2001 году россияне были здесь лишь десятыми, то уже в 2005 и 2007 годах сумели пробиться в число призёров, завоевав бронзовые медали. Неоднократно становились призёрами этапов Кубка мира и чемпионатов Европы. Благодаря череде удачных выступлений Танаткан Букин удостоился права защищать честь страны на летних Паралимпийских играх 2008 года в Пекине — российская команда со второго места вышла из группы А, уступив только сборной Боснии и Герцеговины, тогда как на стадии полуфиналов со счётом 0:3 проиграла сборной Ирана, ставшей в итоге победительницей соревнований. При этом в утешительной встрече за третье место россияне одержали победу над сборной Египта и завоевали тем самым бронзовые паралимпийские медали. За это выдающееся достижение в 2009 году Букин награждён медалью ордена «За заслуги перед Отечеством» II степени, удостоен почётного звания «Заслуженный мастер спорта России».
В ноябре 2010 года избран председателем Кировской районной организации Всероссийского общества инвалидов.
Будучи одним из лидеров российской национальной сборной, Танаткан Букин прошёл отбор на Паралимпийские игры 2012 года в Лондоне — вновь добрался до полуфинальной стадии и снова со счётом 0:3 потерпел поражение от команды Ирана. В утешительной встрече за третье место россияне со счётом 3:2 были побеждены командой Германии и заняли, таким образом, четвёртое место на этом турнире. В составе сборной России Букин мог стать участником Паралимпийских игр 2016 года в Рио-де-Жанейро, однако из-за допингового скандала вся российская паралимпийская сборная была отстранена от участия в соревнованиях.
В 2018 году стал тренером команды Свердловской области по волейболу сидя.
8 февраля 2019 года Международный паралимпийский комитет принял решение восстановить ПКР в правах. 20 июля 2019 года в Венгрии завершился чемпионат Европы по волейболу сидя. Мужская сборная России по волейболу сидя в финале победила сборную Боснии и Герцеговины со счетом 3:2 и завоевала титул чемпионов Европы.

## Награды и звания
- Заслуженный тренер России, 21 апреля 2022 года[11]
- Заслуженный мастер спорта России, 2009 год
- Орден Красной Звезды, вручен 9 мая 1988 года, за обнаружение и захват нескольких зенитно-ракетных комплексов и другого вооружения
- Медаль ордена «За заслуги перед Отечеством» II степени, 30 сентября 2009 года[12]
- Медаль «За отвагу», 1987 год
- Юбилейная медаль «70 лет Вооружённых Сил СССР», 1988 год
- Нагрудный знак «Воину-интернационалисту»
- Значок Центрального комитета ВЛКСМ «Воинская доблесть»
- Медаль «15 лет вывода советских войск из Демократической Республики Афганистан», Комитет по делам воинов-интернационалистов
- Медаль «20 лет вывода советских войск из Демократической Республики Афганистан», Комитет по делам воинов-интернационалистов
- Медаль «Воину-интернационалисту от благодарного афганского народа»
- Национальная спортивная премия «Слава» в номинации «Преодоление», 2004 год
- Лауреат XVII премии Паралимпийского комитета России «Возвращение в жизнь» в номинации «Точка опоры», 1 марта 2023 года[13]

## Семья
Жена Алтын, дочь Бахытгуль, сын Арман.

## Увлечения
Исполняет песни под гитару.